# No somos de piedra
No somos de piedra és una pel·lícula de comèdia espanyola del 1968 dirigida per Manuel Summers i protagonitzada per Alfredo Landa i Laly Soldevila. Tot i que va rebre alguns premis i el seu estil satíric contra la moral rígida imperant aleshores, ha estat força criticada i inicia el camí del director vers les senderes del cinema més comercial.

## Sinopsi
Lucas Fernández és el típic homenet insignificant, propietari d'un Seat 600, pare d'una família nombrosa i obsessionat per totes les dones que veu, però el seu caràcter pusil·lànime i reprimit no li permet anar més lluny. La seva esposa Enriqueta és una catòlica practicant, puritana i força fèrtil, que es negarà reiteradament a prendre la píndola anticonceptiva.

## Repartiment
- Alfredo Landa... Lucas Fernández
- Laly Soldevila... Enriqueta
- Ingrid Garbo... 	Josefita López
- Mari Carmen Prendes... Directora de la institució
- José Luis Coll... Joaquín
- Cris Huerta 	... Miguel Dicazo
- María Hevia ... Teresa
- Marcelo Arroita-Jáuregui ... 	Veí
- Luis Sánchez Polack... 	Doctor
- Emilio Laguna ... 	Cambrer
- Terele Pávez... Charito Sánchez
- Margarita Navas
- Ana María Huesa
- Lucia Bosè... 	Monja
- Natalia Figueroa... 	Monja

## Recepció i premis
Fou estrenada com a part de la representació espanyola al Festival Internacional de Cinema de Sant Sebastià 1968 juntament amb Ama Lur, tot i que va tenir una acollida discreta i no va rebre cap premi. Tot i així fou vista als cinemes per 2.600.000 espectadors i va recaptar uns 50.000.000 de pessetes. A més, va guanyar el segon premi del Sindicat Nacional de l'Espectacle del 1968.